# الانتخابات الرئاسية التونسية 2024
الانتخابات الرئاسية التونسية 2024 هي الانتخابات الرئاسية الثانية عشرة في تونس والثالثة بعد الثورة والتي من المرتقب أن ينتخب فيها رئيس الجمهورية الثامن في تاريخ البلاد، وهي الأولى بعد إصدار دستور 2022، وتشرف على هذه العملية الانتخابية الهيئة العليا المستقلة للانتخابات. ومن المزمع إجراؤها يوم الأحد 6 أكتوبر 2024.
قررت مجموعة كبيرة من الأحزاب السياسية والشخصيات مقاطعة هذه الانتخابات وانتقاد المسار الانتخابي.

## خلفية
عام 2019، أُجريت الانتخابات الرئاسية المبكرة عقب وفاة الرئيس الباجي قايد السبسي قبل نهاية ولايته، والتي أفرزت ولأول مرة عن انتخاب رئيس مستقل غير حزبي وهو قيس سعيد. في المقابل تجرى الانتخابات التشريعية والتي تؤدي لانتخاب برلمان "شديد الانقسام وعديم التوافق" سيطرة حركة النهضة على أغلبية غير مطلقة فيه، لتنطلق سلسلة من الأزمات والعقبات، بداية من الاختلاف حول تشكيل الحكومة ثم تكرر أعمال العنف تحت قبة مجلس نواب الشعب إلى الخلاف بين رئيس الحكومة هشام المشيشي المدعوم من أغلبية "بسيطة" داخل البرلمان (حركة النهضة، قلب تونس وإئتلاف الكرامة) ورئيس الجمهورية قيس سعيد مما أفضى لدخول البلاد في أزمة سياسية هي الأكبر منذ الثورة، ليُجَمّد على إثرها البرلمان وتحل حكومة المشيشي ثم يلغى دستور 2014 ويصيغ الرئيس دستورا جديدا وافق عليه أغلبية المقترعين في استفتاء عام. وجميع هذه الاجراءات تلقى رفضا وإدانةً من أغلب الأحزاب في البلاد.
طالبت العديد من الشخصيات والمنظمات الوطنية والحزبية بعد اقرار دستور 25 يوليو 2022 الجديد، اجراء انتخابات رئاسية سابقة لأوانها كون الرئيس قيس سعيد انتخب وفق دستور 2014 ومن بين المطالبين، الاتحاد العام التونسي للشغل وحزب آفاق تونس وعبير موسي. لكن الرئيس سعيد لم يستجب لهذه المناشدات. بينما رجحت حركة النهضة إقدام الرئيس سعيد على تأجيل إنتخابات 2024 لمزيد "احتكار السلطات واستهداف المعارضين" وفق تعبير القيادي بالحركة علي العريض.

## المقاطعة
قررت جبهة الخلاص الوطني مبكرا مقاطعة الانتخابات بسبب غياب شروط التنافس.
أعلنت كذلك خمسة أحزاب يسارية مقاطعة الانتخابات وهي حزب العمال والحزب الاشتراكي والتكتل والقطب الديمقراطي الحداثي والمسار الديمقراطي الاجتماعي.
أما حزب التيار الديمقراطي والحزب الدستوري الحر فقد أعلنا كل من جهته على عدم اعترافهما بالنتائج مسبقا.
بينما انتقدت حركة النهضة بشدة المسار الانتخابي ونددت بغياب أي مناخ ديمقراطي فيها، ولكنها لم تعطي أي تعليمات للتصويت.
أعلنت

## النظام الانتخابي

### شروط الترشح
عملا بأحكام الدستور الجديد، فإن لكل مواطن تونسي غير حامل لجنسية أخرى، مولود لأب ولأم، وجد لأب، وجد لأم، تونسيين ويبلغ من العمر يوم تقديم ترشحه 40 سنة على الأقل ومتمتعا بجميع حقوقه المدنية والسياسية أن يقدم أوراق ترشحه للانتخابات الرئاسية. وهي شروط تختلف عما كانت في دستور 2014.

## المترشحون
فُتح باب الترشحات للانتخابات الرئاسية بشكل رسمي يوم 29 يوليو 2024.

### المترشحون المقبولون أوليّا
تعرض مرشحي الإنتخابات الرئاسية إلي مجموعة من العراقيل والتعطيلات الإدارية، كان أبرزها عدم تمكينهم من بطاقة سوابق العدلية، حتى آخر آجال الترشح. رغم نفي كل من هيئة الإنتخابات ووزارة الداخلية عرقله الحصول على الوثيقة. ولم يتحصل عليها إلا خمسة مرشحين فقط وذلك بعد ماراطون إداري وقانوني.
وبعد تمكن الوزراء السابقين عبد اللطيف المكي، ومنذر الزنايدي رئيس جمعية مرصد رقابة عماد الدايمي من بطاقة السوابق العدلية. رفضت الهيئة المستقلة للإنتخابات ترشحهم، رغم إعادة إدراجهم من قبل المحكمة الإدارية، وهو مايمثل سابقة قانونية.
- قيس سعيد: رئيس الجمهورية التونسية السابع.[31][32]
- زهير المغزاوي: سياسي والأمين العام لحركة الشعب.
- العياشي زمال: رجل أعمال ورئيس حركة عازمون.[33]

قبلت هيئة الإنتخابات المراشحين الثلاثة، وقضى المرشح العياشي زمال فترة الحملة الإنتخابية في السجن بتهمة تدليس التزكيات، ثم صدر في شأنه حكما قضائي بإثنا عشر سنة في 4 قضايا، أي 3 سنوات لكل قضية.

## النزاعات القضائية

### الطعون ضد قرارات رفض الترشحات
في 10 أغسطس 2024، أعلنت الهيئة العليا المستقلة للانتخابات رفض 14 من أصل 17 ملف مترشّح للانتخابات الرئاسية لأسباب قالت إنها "موضوعية وقانونية" متعلقة أغلبها بـ"عدم استيفاء التزكيات الشعبية للشروط القانونية".
ثم انطلقت المحكمة الإدارية منذ الإثنين 12 أغسطس في تلقي الطعون ضد قرارات هيئة الانتخابات. ولكن بحلول الإثنين 19 أغسطس 2024 كانت قد رفضت في طورها الأوّل من التّقاضي جميع الطعون الواردة إليها من قبل عبير موسي، عبد اللطيف المكي، بشير العواني، ناجي جلول، منذر الزنايدي وعماد الدايمي.
بيد أنه وبتاريخ 30 أغسطس أعادت المحكمة الإدارية في طورها الثّاني من التّقاضي كل من عبد اللطيف المكي والمنذر الزنايدي وعماد الدايمي إلى السباق الرئاسي بعد نقض الحكم الإبتدائي وإلغاء قرار هيئة الانتخابات المتعلق بإستبعادهم كما جددت رفض طعون باقي المترشحين. وذكّرت المحكمة الإدارية على لسان ناطقها الرسمي فيصل بوقرة أن "قرارات المحكمة غير قابلة للطعن وملزمة ووجب تطبيقها".
لكن وفي 2 سبتمبر أعلنت هيئة الانتخابات في تونس، قبول 3 مرشحين فقط للرئاسة وهم "قيس سعيد، والعياشي زمال، وزهير المغزاوي"، وذلك بشكل نهائي، ما يعني رفض أحكام المحكمة الإدارية بإعادة 3 آخرين إلى السباق.

### قضية «تزوير التزكيات»
في 19 أغسطس 2024، انطلقت النيابة العمومية بالمحكمة الابتدائية بتونس 2 في التحقيق في مزاعم تزوير تزكيات شعبية كان قد قدمها المترشح "المقبول أوليا" العياشي زمال وأصدرت قرارا بالاحتفاظ بأمينة مال حزب "حركة عازمون" المكلفة بجمع التزكيات والابقاء على زمال مطلق السراح إثر التحقيق معه. ثم أُفرج في 29 أغسطس عن أمينة المال وتأجيل القضية لموعد لاحق.

## مقالات ذات صلة
- الانتخابات التشريعية التونسية 2022
- مجلس نواب الشعب (تونس)
- رئيس الجمهورية التونسية